# He Zhili
He Zhili (Xangai, 30 de Setembro de 1964) é uma mesatenista chinesa, campeã mundial (1987). Por problemas com a delegação chinesa, naturalizou-se japonesa, adotando o nome de Chire Koyama após casar-se com um japonês.

## A polêmica da naturalização
O problema com a delegação chinesa ocorreu no Mundial de 1987 quando seu técnico havia ordenado para que ela perdesse o jogo para que uma colega de equipe pudesse chegar à final. He Zhili ganhou o jogo chegou a final e tornou-se assim campeã mundial de 1987. Apesar de ter sido campeã, os técnicos chineses a puniram por desobediência, impedindo-a de jogar nos Jogos Olímpicos de Seul.
He Zhili então casou-se com um engenheiro japonês, mudando seu nome para Chire Koyama e naturalizando-se japonesa. Em 1994, representando o Japão, Chire ganhou os Jogos Asiáticos batendo as ex-compatriotas Chen Jing (campeã dos Jogos Olímpicos de Seul), Qiao Hong (campeã mundial de 1989) e Deng Yaping (campeã mundial de 1991 e dos Jogos Olímpicos de Barcelona). Com esta vitória, a imprensa chinesa a tratou como traidora.